# Лія Розенфельд
Лія Розенфельд (25 жовтня 1908 — 12 листопада 2006) — операторка залізничного телеграфу та станційна агентка, чий позов 1968 року проти Південно-Тихоокеанської залізниці та штату Каліфорнія допоміг покласти край дискримінації жінок у сфері праці та оплати праці та забезпечити рівні можливості для жінок у залізничній промисловості.

## Молодість і початок кар'єри залізничника
У віці 16 років у 1924 році Розенфельд працювала клерком і помічницею юриста в юридичній фірмі. У жовтні 1944 року, коли їй було 36 років, після закінчення курсів телеграфії та канцелярської роботи вона розпочала свою кар'єру залізничної телеграфістки та станційної агентки на Південно-Тихоокеанській залізниці. Під час Другої світової війни залізниці почали наймати все більше жінок, щоб замінити чоловіків, призваних на військову службу. Розенфельд прийняла цю роботу, щоб допомогти утримувати свою зростаючу сім'ю, яка тоді складалася з дев'яти дітей.

## Робота залізничницею— 1944—1955
Після розлучення в 1953 році вона стала єдиною утримувачкою 6 з 12 своїх дітей і працювала на кількох станціях з одним оператором, переважно в пустельних районах навколо моря Солтон від Мекки, Каліфорнія, до Юми, Аризона. Певний час сім'я жила в рефрижераторі, який Південно-Тихоокеанська залізниця перетворила на житло з додатковими ґанками. У 1955 році в Согусі, штат Каліфорнія, було відкрито вакансію для агента/телеграфіста. Маючи десять років стажу, Розенфельд претендувала на цю посаду. Південно-Тихоокеанська залізниця відмовила їй у підвищенні з оператора до агента станції, посилаючись на «закони штату Каліфорнія про захист жінок», які забороняли жінкам піднімати понад 25 фунтів або працювати більше восьми годин на день. Від агентів станції вимагалося і те, й інше. Проте на залізничників поширювався федеральний Закон про працю на залізниці, який не розрізняв чоловіків і жінок.
Тоді Розенфельд подала протест своїй профспілці, Ордену залізничних телеграфістів, зазначивши, що вона вже виконувала обов'язки станційного агента на своїй попередній роботі, але отримувала нижчу зарплату. Проте профспілка не підтримала її заяву.

## Позов проти штату Каліфорнія— 1968 рік
Залізниця продовжувала відхиляти її вимоги про підвищення, посилаючись на закон штату Каліфорнія, який забороняв жінкам виконувати обов'язки агенток станції. Однак у 1964 році ухвалення федерального Закону про громадянські права 1964 року та його Розділу VII заборонило роботодавцям дискримінацію жінок у практиці найму та створило Комісію з рівних можливостей працевлаштування для вирішення скарг щодо зайнятості. Коли в березні 1966 року Південно-Тихоокеанська залізниця надала посаду агента/телеграфіста в Термалі, Каліфорнія, людині з меншим стажем, вона передала свою справу до Комісії, яка порадила їй подати позов проти штату Каліфорнія. 30 серпня 1968 року вона подала позов проти штату Каліфорнія, компанії Південно-Тихоокеанської залізниці та її профспілки, відомої тоді як Міжнародний союз транспортних комунікацій. 25 листопада 1968 року позов проти Південно-Тихоокеанської залізниці було вирішено, і каліфорнійські закони про захист жінок були оголошені неконституційними. Наступна апеляція, подана залізницею в 1971 році, також була вирішена на користь Розенфельд.
Результатом позову стала перемога Розенфельд, яка отримала просування по службі та підвищення зарплати. Це було виграшем для всіх жінок залізниць. Як наслідок, у 1971 році залізнична промисловість почала наймати жінок на всі посади за тією самою оплатою, що й чоловіки.

## Подальше життя і вихід на пенсію
Розенфельд змогла отримати підвищення по службі та коригування зарплати незадовго до того, як в 1974 році вона пішла на пенсію з південної частини Тихого океану. Решту свого життя вона провела в Маріпозі, Каліфорнія, де в 1987 році у неї взяла інтерв'ю історик залізниці Ширлі Берман і сфотографував її залізничний фотограф Річард Штайнхаймер. На пенсії вона допомогла заснувати місцевий притулок для тварин. Лія померла в Маріпозі в 2006 році.